# Godofredo de Amiens
Godofredo de Amiens (en francés, Geoffroy d'Amiens) (1066-1115) fue un obispo de Amiens. Es venerado como santo por la Iglesia católica. 

## Biografía
Godofredo nació en 1066 en Moulincourt, en la diócesis de Soissons. Tercer hijo de una familia noble, a una edad temprana su tío, el obispo de Soissons, lo envió para ser educado en un monasterio cerca de la Péronne.
A los 25 años, fue ordenado sacerdote por el obispo de Noyon y se convirtió en el abad de la abadía de Nogent-sous-Coucy. En Nogent, que estaba en decadencia, Godofredo se volcó en la restauración de orden material y moral del convento, hasta el punto de que el arzobispo de Reims le quiso confiar la abadía de Saint Rémi, que era más importante. Godofredo lo rechazó diciendo «Dios me prohíbe abandonar a una esposa pobre por una rica»
En 1104, Godofredo fue nombrado obispo de Amiens. En su desempeño como obispo se encontró con muchos problemas. Era rechazado por la nobleza y la burguesía, a los que criticaba por su conducta respecto a los pobres, queriendo mejorar las relaciones entre todos ellos. Se vio afectado por la revuelta de los campesinos contra los señores feudales y preocupado por las amenazas de guerra civil, prefirió retirarse al monasterio de la Gran Cartuja (la Grande Chartreuse) para llevar una vida de penitencia. 
En 1115, fue llamado de regreso a su puesto por los habitantes de Amiens, donde le esperaban los mismos problemas.
Cayó enfermo y se retiró a la abadía de Saint-Crépin en Soissons, donde murió el 8 de noviembre de 1115.

## Celebración en España
En algunos lugares del territorio, como en algunos pueblos de la zona de la Ribera del Duero en Castilla y León, se celebra la tradicional fiesta de San Godofredo el 28 de diciembre. La tradición popular recoge la elaboración de dulces navideños y canciones de temática navideña con ritmos modernos, fecha en la que no falta el vino ni la cerveza. 